# Xenosoma tripunctata
Xenosoma tripunctata là một loài bướm đêm thuộc phân họ Arctiinae, họ Erebidae.